# ポケモンカードゲームの公式大会一覧
ポケモンカードゲームの公式大会一覧（ポケモンカードゲームのこうしきたいかいいちらん）は、ポケモンカードゲームで発売当初から形態を変えながらおこなわれている公式大会について開催年ごとに述べる。

## 概要
2004年から2008年までは前年の大会優勝者等がアメリカで開催される「World chamiponship」に招待された。2009年以降は、ゲーム版の大会が同時に開催され、「ポケモンワールドチャンピオンシップス」となった。

## ルール

### スタンダードルール
2003年のバトルロードスプリング☆2003で制定され現在まで運用されているルール。一定のサイクルでそれまでのカードが使用禁止となるルール。新シリーズで再録されたカードであっても禁止となったシリーズのカードは使うことができない。
- バトルロードスプリング☆2003で1回目のスタン落ちが行われ、旧裏面のカードが全て使用禁止となり、以降の大会ではポケモンカードVS以降の新裏面のカードのみが使用できることになった。
- バトルロードスプリング☆2005で2回目のスタン落ちが行われ、ポケモンカードeまでのカードが全て使用禁止となり、以降の大会ではADV以降のカードのみが使用できるようになった。
- バトルロードスプリング☆2007で3回目のスタン落ちが行われ、ポケモンカードADVまでのカードが全て使用禁止となり、以降の大会ではPCG以降のカードのみが使用できるようになった。
- バトルロードスプリング☆2009で4回目のスタン落ちが行われ、ポケモンカード(PCG)までのカードが全て使用禁止となり、以降の大会ではDP以降のカードのみが使用できるようになった。
- ポケモンワールドチャンピオンシップス2011で5回目のスタン落ちが行われ、ポケモンカードDPtまでのカードが全て使用禁止となり、以降の大会ではLEGEND以降のカードのみが使用できるようになった。
- ポケモンワールドチャンピオンシップス2015で6回目のスタン落ちが行われ、ポケモンカードLEGENDまでのカードが全て使用禁止となり、以降の大会ではBW以降のカードのみが使用できるようになった。
- ポケモンワールドチャンピオンシップス2016で7回目のスタン落ちが行われ、ポケモンカードBWまでのカードが全て使用禁止となり、以降の大会ではXY以降のカードのみが使用できるようになった。

### 殿堂レギュレーション
2001年スプリングロード☆ネオで制定され、2001年サマーロード☆ネオ以降の大会で適用されたルール。強力なカードに対して、その強さに応じて殿堂ポイントが付けられる。
殿堂ポイントは星（★）の数で表され、★（1ポイント）、★★（2ポイント）、★★★（3ポイント）、★★★★（4ポイント）のカードが存在し、合計で4ポイントまでになるようデッキを構築しなければならない。
2003年のバトルロードスプリング☆2003でスタンダードルール制定に伴い廃止された。

### 混合ルール
ポケモンカードVSから裏面のデザイン変更に伴い制定されたルール。
スリーブを用いることで旧裏面と新裏面のカードを混ぜて使用できる。
スリーブを使用しない場合は旧裏面のカード30枚と新裏面のカード30枚の比率で使用できる。
2003年のバトルロードスプリング☆2003でスタンダードルール制定に伴い廃止された。

## 2000年
チャンピオンロード2000
メガバトル2000（小学生以限定）、スーパーバトル2000（中高生）の2つの部に分けて実施された。予選は用意されたデッキを使用し、決勝トーナメントからは自分で用意したデッキを使用した。
レギュレーション
シリーズ制限は「第1弾」から「闇からの挑戦」まで。またキラカードは5枚制限、1枚制限のカードも数種類設けられていた。

第1回チャンピオンズリーグ
過去大会のチャンピオンのみ8人で開催。はじめての歴代チャンピオンの大会であり、ポケモンセンターの上にあった対戦スペースでおこなわれた。
ワールドチャレンジ（夏）
トロピカルメガバトル（小学生限定）、シークレットスーパーバトル（小学3年～高校3年）の2つの部に分けて実施された。予選は用意されたデッキを使用し、決勝トーナメントからは自分で用意したデッキを使用した。トロピカルメガバトル地区大会優勝者はハワイで開催される世界交流戦に招待された。また各リーグ優勝者は歴代チャンピオンで開催されるチャンピオンズリーグの参加権が与えられた。
レギュレーション
トロピカルメガバトルでは第1弾、ジャングル、化石の秘密、ネオ1弾のカードを使用。さらに枚数制限のあるカードを数種類設け、ポケモン24枚、トレーナーのカード12枚、エネルギー24枚と構築バランスまで設定されていた。シークレットスーパーバトルでは「第1弾」から「neo1弾」までのすべてのカードを使用でき、neo1弾以外のカードは2枚制限、有力カードの一部を1枚制限とした。

第2回チャンピオンズリーグ
過去チャンピオン等11人で開催。本大会から上位8人のみがチャンピオンズリーグ残留と人数制限が設けられるようになった。前回同様にポケモンセンターの上の対戦スペースでおこなわれた。

## 2001年
バトル☆ネオ スプリングロード
小学生の部と中高生の部の2つの部にわけられて行われた。全国大会の優勝者にはチャンピオンズリーグの参加権が与えられた。
第3回チャンピオンズリーグ
過去チャンピオン等11人で開催。「ドラフト戦」と「レギュレーション戦」の2形式で試合が実施された。
バトル☆ネオ サマーロード
ジュニア（小学生）の部、シニア（中高生）の部の2つの部にわけられて行われた。予選は用意されたデッキを使用し、決勝トーナメントからは自分で用意したデッキを使用した。ジュニアの地区優勝者はハワイでおこなわれる世界交流戦へ招待された。また、幕張メッセでおこなわれていたスペースワールドのイベントの一つとして、日本一決定戦が開催された。
レギュレーション
ジュニアは neo 以降のカードのみ使用可能でポケモン20枚以上。シニアはすべてのシリーズのカードを使用可能。本大会から殿堂ルールが採用され、各リーグとも殿堂ランクが合計4以下になるようにデッキを構築することが求められた。

第4回チャンピオンズリーグ

## 2002年
バトルロードスプリング☆2002
ジュニア（小学生）の部、シニア（中学生・高校生）の部、マスター（18歳以上の部）の部の3つの部に分けて実施された。この大会から、予選で初めて自分のデッキが使用できるようになった。実施されたのは地方大会のみで、優勝者は夏の大会の優先出場権が与えられる。以降2006年まで、春の大会では日本一決定戦は行わなくなった。
レギュレーション
予選は全リーグ同じで新裏面のカードのみで作られたハーフデッキを使用。決勝トーナメント以降はジュニア、シニアはneo以降のすべてのカード、マスターはすべてのシリーズのカードを使用可能であり、殿堂ランク4以内でデッキを作成する。この大会からサポータールールが採用された。

バトルロードサマー☆2002
ジュニア（小学生）の部、シニア（中学生・高校生）の部、マスター（18歳以上の部）の部の3つの部に分けて実施された。予選はハーフデッキを使用する。
レギュレーション
予選は全リーグ同じで新裏面のカードのみで作られたハーフデッキを使用。決勝トーナメント以降はジュニア、シニアは新裏面のカードのみ使用可能。マスターは旧裏面を含むすべてのカードを使用可能（ただし殿堂ランク4まで）。

第5回チャンピオンズリーグ
今までの形式では最後のチャンピオンズリーグとなる。この大会が旧裏面を使用できる最後の大会となった。
レギュレーション
事前にハーフデッキを2個用意、またその場でランダムに配られたパックを使用して組んだハーフデッキも使用。用意したデッキと当日作成したデッキと混合したデッキを使用。これらの複数のデッキを使用し対戦がおこなわれた。

## 2003年
バトルロードスプリング☆2003
ジュニア（小学生）の部、シニア（中学生・高校生）の部、マスター（18歳以上の部）の部の3つの部に分けて実施された。
レギュレーション
スタンダードルールが制定され、この大会以降は旧裏面のカードが使用禁止となった。新裏面のすべてのカードを使用可能。ハーフデッキを使った連勝数を競い合うもので、ジュニアシニアの上位は夏の優先出場権を与えられた。

バトルロードサマー☆2003
ジュニア（小学生）の部、シニア（中学生・高校生）の部、マスター（18歳以上の部）の部の3つの部に分けて実施された。
レギュレーション
新裏面のすべてのカードを使用可能。予選はハーフデッキを用いる。日本一決定戦のみダブルバトルの各地区総当たりで行われた。

バトルロードオータム☆2003
ジュニア（小学生）の部、シニア（中学生・高校生）の部、マスター（18歳以上の部）の部の3つの部に分けて実施された。
レギュレーション
新裏面のすべてのカードを使用可能。予選はハーフデッキを用いた連勝方式。決勝トーナメントからスタンダードデッキを使用。

## 2004年
バトルロードスプリング☆2004
ジュニア（小学生）の部、シニア（中学生・高校生）の部、マスター（18歳以上の部）の部の3つの部に分けて実施された。地方大会優勝者には夏の大会の優先出場権が与えられた。
レギュレーション
新裏面のすべてのカードを使用可能。予選はハーフデッキを用いた連勝方式。決勝トーナメントはスタンダードデッキを使用。

バトルロードサマー☆2004
ジュニア（小学生）の部、シニア（中学生・高校生）の部、マスター（18歳以上の部）の部の3つの部に分けて実施された。地方大会優勝者にはチャンピオンズリーグへの参加権が与えられると同時に、ジュニア・シニアに限り夏に実施の「World chamiponship 2004」に招待された。
レギュレーション
新裏面のすべてのカードを使用可能。予選はハーフデッキを使用。決勝トーナメントからスタンダードデッキを使用。ジュニア、シニアの全国大会はワールドチャンピオンシップの前日におこなわれ、マスターのみダブルバトルでおこなわれた。また全国大会で4位以内に入賞すると、四天王として次回の全国大会に出場することができるようになった。

World championship 2004
以前から実施されていたが、多数の国が参加するという意味で真の世界大会はこれが第1回目とも言われている。日本が参加したのもこの年が初めてである。
Under10、11-14、Over15の3つの年齢別のクラス分けとなっており、日本の区分とは多少異なる。
レギュレーション
マグマ団以前のカードまで使用可能。ルールは予選8回戦のスイスドロー。オポネントも含めた上位32名が決勝トーナメントに進出。決勝トーナメントからは90分・2本先取のマッチ。

バトルロードオータム☆2004
ジュニア（小学生）の部、シニア（中学生・高校生）の部、マスター（18歳以上の部）の部の3つの部に分けて実施された。
レギュレーション
新裏面のすべてのカードを使用可能。予選はハーフデッキを用いた連勝方式。決勝トーナメントからスタンダードデッキを使用。

## 2005年
バトルロードスプリング☆2005
ジュニア（小学生）の部、シニア（中学生・高校生）の部、マスター（18歳以上の部）の部の3つの部に分けて実施された。地方優勝者には夏の優先出場権が与えられると同時に、ジュニア・シニアに限り「World championship 2005」に招待された。
レギュレーション
新裏面のADV以降のすべてのカードを使用可能。この大会以降ポケモンカードeは使用不可能になる。予選はハーフデッキを使用し、決勝トーナメントからスタンダードデッキを使用。

バトルロードサマー☆2005
ジュニア（小学生）の部、シニア（中学生・高校生）の部、マスター（18歳以上の部）の部の3つの部に分けて実施された。地方優勝者には全国大会の出場権が与えられた。
レギュレーション
新裏面のADV以降のすべてのカードを使用可能。予選はハーフデッキを使用し、決勝トーナメントからスタンダードデッキを使用。

World championship 2005
前回同様、Under10、11-14、Over15の3つの年齢別のクラス分けとなっている。
レギュレーション
日本とは異なる順番でシリーズが発売されているため海外のシリーズにあわせたカードのみ使用可能。ルールは予選8回戦のスイスドロー。オポネントも含めた上位32名が決勝トーナメントに進出。決勝トーナメントからは60分・2本先取のマッチ。

バトルロードオータム☆2005
ジュニア（小学生）の部、シニア（中学生・高校生）の部、マスター（18歳以上の部）の部の3つの部に分けて実施された。
レギュレーション
新裏面のADV以降のすべてのカードを使用可能。ハーフデッキを使用し1stステージから6thステージまでの6ステージがあり、5thステージまではプレーヤー同士で対戦をおこなう。最後のプレミアムステージではPCLとスタンダードデッキで対戦し、勝つことができれば「バトルロードスタジアム」を賞品としてもらえる。

## 2006年
バトルロードスプリング☆2006
ジュニア（小学生）の部、シニア（中学生）の部、マスター（18歳以上の部）の部の3つの部に分けて実施された。地方優勝者には夏の優先出場権が与えられると同時に、ジュニア・シニアに限り「World championship 2006」に招待された。
レギュレーション
新裏面のADV以降のすべてのカードを使用可能。予選はハーフデッキを使用し、決勝トーナメントからスタンダードデッキを使用。

バトルロードサマー☆2006
ジュニア（小学生）の部、シニア（中学生）の部、マスター（18歳以上の部）の部の3つの部に分けて実施された。地方優勝者は全国大会の出場権を得る。全国大会は台湾で実施された。
レギュレーション
新裏面のADV以降のすべてのカードを使用可能。予選はハーフデッキを使用し、決勝トーナメントからスタンダードデッキを使用。

World championship 2006
Under10、11-14、Over15の3つの年齢別のクラス分けとなっている。
レギュレーション
日本とは異なる順番でシリーズが発売されているため海外のシリーズにあわせたカードのみ使用可能。ルールは予選8回戦のスイスドロー。オポネントも含めた上位32名が決勝トーナメントに進出。決勝トーナメントからは60分・2本先取のマッチ。

ダイヤモンドパール バトルフェスタ2006
ジュニア（小学生）の部とそれ以上の部（シニアとマスター混合）の2つの部にわけられておこなわれた。本年は「バトルロードオータム」がなく、むしろ冬に近い時期に開催された。形式は2005年の「バトルロードオータム」に近い。
レギュレーション
新裏面のADV以降のすべてのカードを使用可能。1stから3rdまでのステージがあり1stステージでは2勝、2ndステージでは3連勝、最終の3rdステージではPCLと対戦することになる。PCLに勝つとバトルロードスタジアムを賞品としてもらうことができる。
今大会からルール改正があり、先行プレーヤーは最初のターンにも山札からカードを引けるが、トレーナーのカードすべてを使用できなくなった。

## 2007年
バトルロードスプリング☆2007
ジュニア（小学生）の部、シニア（中学生）の部、マスター（18歳以上の部）の部の3つの部に分けて実施された。本大会の地方予選に優勝すると全国大会への出場権が与えられ、全国大会で優勝すると「World championships 2007」に招待された。
レギュレーション
新裏面のPCG以降のすべてのカード+再録カードの一部を使用可能。この件に関して、当初は再録カードも使用は禁止であったが、インターネット上を中心にプレイヤーの大半が反発し、それを考慮して変更したものと考えられる。予選は、ジュニアはサイド3枚の30枚戦、シニア・マスターはサイド4枚の60枚戦。決勝トーナメントからは全部門でサイド6枚の60枚戦をおこなう。

チャンピオンズリーグ～バトルロードスプリング☆2007～
ジュニア（小学生）の部、シニア（中学生）の部、マスター（18歳以上の部）の部の3つの部に分けて実施された。地方予選に優勝したプレーヤーのみが出場者となり行われた。
レギュレーション
午前の部、午後の部の2つのレギュレーションにより行われた。午前、午後と各カードプールで作成されたデッキを用いてスイスドローを4回戦ずつ行い、トータルの成績で順位が決定された。午前：地方大会と同様。午後：World Championship 2007と同様（ただしWCPは除く)。

バトルロードサマー☆2007
ジュニア（小学生）の部、シニア（中学生）の部、マスター（18歳以上の部）の部の3つの部に分けて実施された。本大会の地区予選に優勝すると全国大会への出場権が与えられ、全国大会で優勝すると「World Championship 2008」への出場権を得た。
レギュレーション
新裏面のPCG以降のすべてのカード+再録カードの一部を使用可能。予選はジュニアリーグはサイド3枚のハーフデッキ、シニア・マスターリーグはサイド4枚のスタンダードデッキで対戦する。ただし、大会形式は2006年までリーグ戦だったが、ステージバトル形式（1～5までのステージがあり、1ステージからスタートし、勝つと次のステージへ進む。5ステージで勝利すると決勝進出。）で行われた。決勝はジュニア・シニア・マスターリーグ共通で、サイド6枚のスタンダードデッキ。トーナメント形式で行われた。

チャンピオンズリーグ～バトルロードサマー☆2007～
ジュニア（小学生）の部、シニア（中学生）の部、マスター（18歳以上の部）の部の3つの部に分けて実施された。地区予選優勝者のみが出場者となりおこなわれた。
レギュレーション
DPシリーズのみ使用可能。総当り戦で行われた。

## 2008年
バトルロードスプリング☆2008
2008年4月9日、開催妨害の内容が書かれた脅迫文が届いた為、全国5箇所のエリアのうち、4月12日以降の関東、中部、九州大会の開催が中止された。

## 2009年
World championships
ゲーム版と同時開催となった大会。日本では2008年秋から都道府県予選である第1ステージが始まり、2009年夏に世界大会が行われた。ジュニア（小学生）の部、シニア（中学生）の部、マスター（18歳以上の部）の部の3つの部に分けて実施された。
レギュレーション
DPおよびDPtシリーズのカードのみが使用可能。第1ステージと、エリア予選である第2ステージの一次リーグまではハーフデッキで、以降はスタンダードデッキ。予選は早上がり制となっており、規定の人数に達した時点で決勝トーナメントを行う。なお、大会期間中に新発売されたカードも随時使用可能となっている。